# Merguez

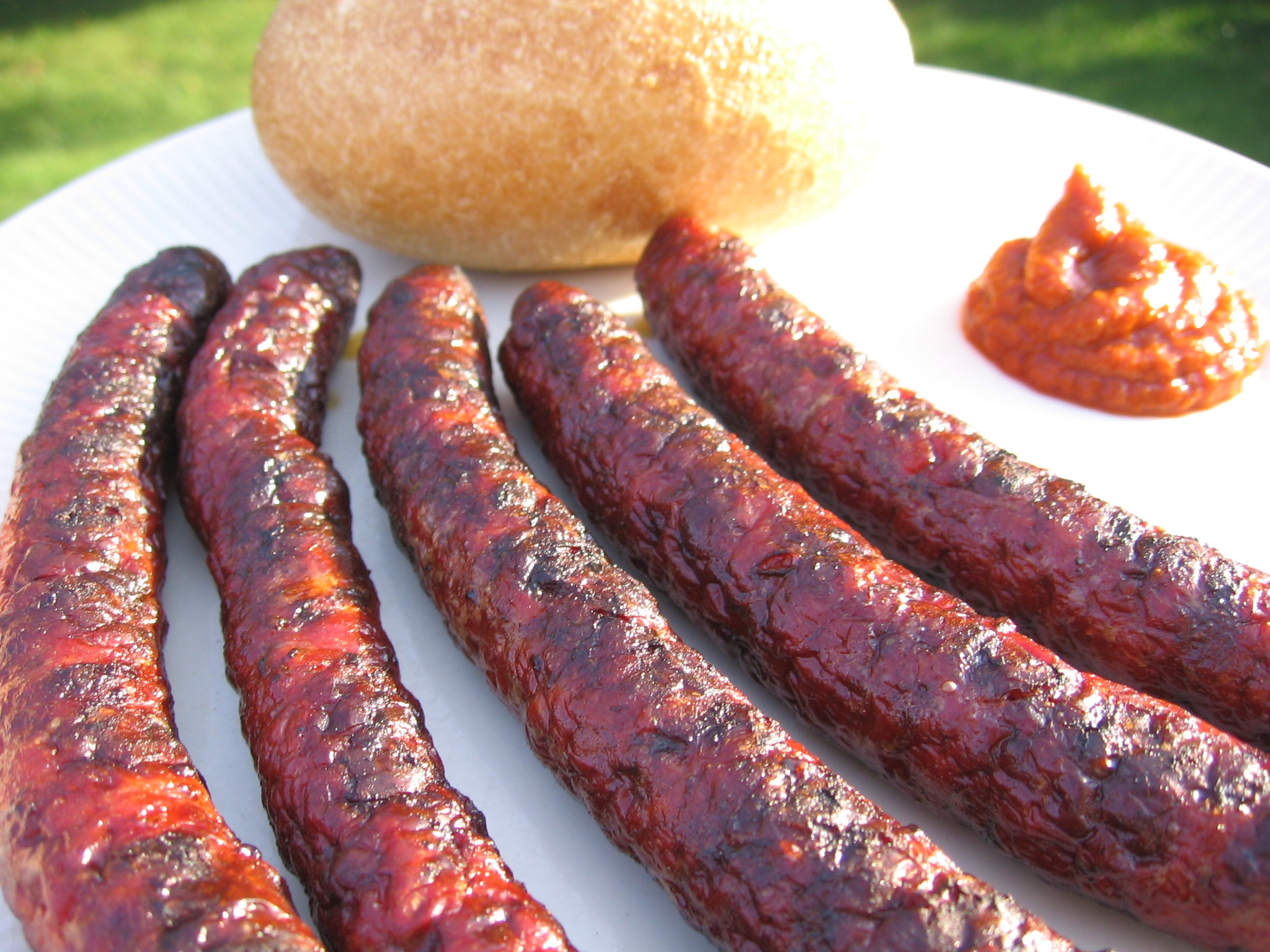
Merguez met harissa als dip

Merguez (Arabisch: مرقاز) is een worst uit de Noord-Afrikaanse keuken die wordt bereid van lams- of rundvlees en is gekruid met harissa. Daarnaast is er vaak komijn, paprika, knoflook, olijfolie en peper door verwerkt. Merguez wordt gebakken boven de grill of barbecue en gegeten met brood of couscous. In de jaren 50 van de 20e eeuw werd de merquez in Frankrijk geïntroduceerd door immiganten uit Noord-Afrika en Franse repatrianten.
De oudste vermelding van merguez betreft de Moorse 'mirkâs' in het 13e-eeuwse Spanje. Het woord zou een vebastering zijn van het Spaanse woord 'morcilla', dat (bloed)worst betekent. Volgens een Algerijnse uitleg zou het woord echter afstammen van 'amrguaz', een Berbers woord dat zo veel betekent als 'zoals de man', en daarmee in feite verwijst naar de penis.
Over de exacte herkomst van de merquez verschillen de meningen. Tunesië claimt de uitvinding van het worstje vanwege het Tunesische ingrediënt harissa, maar Algerije beschouwt het worstje als een eigen, door Berbers ontwikkeld product. Volgens een andere theorie hebben de joodse inwoners van Oran het worstje bedacht en na de Algerijnse onafhankelijkheid meegenomen naar Frankrijk. Tot slot is er nog de theorie dat inwoners van de Franse Elzas - waar een sterke traditie bestaat van worstmaken - naar Constantine waren verhuisd en daar een worst zonder varkensvlees ontwikkelden.